# Педральбес (траса)
Траса Педральбес (ісп. Circuito de Pedralbes) — колишня вулична траса довжиною 6,333 км, що розташовувалась в Барселоні, Каталонія, Іспанія. Траса була відкрита в 1946 році для проведення Гран-прі Пенья-Рін, а в 1951 році вона прийняла перший Гран-прі Іспанії, що увійшов до Чемпіонату світу Формули-1.

## Історія
Траса була відкрита у 1946 році та розташовувалась на західних околицях Барселони, в районі Педральбес. Траса складалася з трьох довгих прямих та частини зі швидкими звивистими поворотами, що було єдиною складною частиною траси, тоді як усі інші повороти являли собою звичайні дорожні повороти, що з'єднували вулиці. Незважаючи на те, що траса не була дуже складною, через свою швидкість вона була дуже популярна серед гонщиків та глядачів. Довжина першої версії траси становила 4465 км.
У 1950 році Гран-прі Пенья-Рін вперше приймав боліди Формули-1. Для цієї події трасу розширили за допомогою вулиць Passeig de Manuel Girona та Carrer de Numància. Також змінили напрямок руху, з проти годинникової стрілки на за годинниковою стрілкою. Після змін довжина траси становила 6316 км, а стартова/фінішна пряма збільшилась до 2 км. На довгій прямій під час Гран-прі була досягнута максимальна швидкість 280 км/год, що зробило Педральбес однією з найшвидших вуличних трас свого часу.
1951 року траса прийняла перший Гран-прі Іспанії, що увійшов до Чемпіонату світу Формули-1. Це був останній Гран-прі сезону, в якому вирішувалась доля титулу між Хуаном-Мануелем Фанхіо та Альберто Аскарі. Фанхіо здобув перемогу та завоював свій перший титул чемпіона Формули-1. У 1954 році Гран-прі Іспанії повернулося на Педральбес після двох років відсутності. Для цієї події внесли невеликі зміни до конфігурації траси, завдяки чому її довжина зросла до 6333 км. Однак це стало останньою гонкою Формули-1 на Педральбес.
Після серйозної аварії під час 24 годин Ле-Мана в 1955 році, яка забрала життя понад 80 глядачів, гонки по всьому світу почали скасовувати, включаючи Гран-прі Іспанії. Внаслідок аварії були підвищені норми безпеки для гоночних трас, що означало кінець для дуже швидкої вуличної траси Педральбес, яку більше ніколи не використовували для перегонів.

## Рекорди кола
Офіційні рекорди найшвидшого кола перегонів на трасі Педральбес виглядають так:
| Категорія                                | Час                                   | Гонщик                                | Транспорт                             | Подія                                           |
| Кільце Гран-прі (1954–1955): 6.333 км    | Кільце Гран-прі (1954–1955): 6.333 км | Кільце Гран-прі (1954–1955): 6.333 км | Кільце Гран-прі (1954–1955): 6.333 км | Кільце Гран-прі (1954–1955): 6.333 км           |
| ---------------------------------------- | ------------------------------------- | ------------------------------------- | ------------------------------------- | ----------------------------------------------- |
| Формула-1                                | 2:20.400                              | Альберто Аскарі                       | Lancia D50                            | 1954 Гран-прі Іспанії                           |
| Спорткар                                 | 2:30.200                              | Жан Бехра                             | Gordini T24S                          | 1954 Гран-прі Пенья-Рін                         |
| Кільце Гран-прі (1951): 6.316 км         |                                       |                                       |                                       |                                                 |
| Формула-1                                | 2:16.930                              | Хуан-Мануель Фанхіо                   | Alfa Romeo 159                        | 1951 Гран-прі Іспанії                           |
| Оригінальне кільце (1946–1950): 6.316 км |                                       |                                       |                                       |                                                 |
| Гран-прі                                 | 1:46.000                              | Луїджі Віллорезі                      | Maserati 8CL Maserati 4CLT/48         | 1946 Гран-прі Пенья-Рін 1948 Гран-прі Пенья-Рін |

## Виноски
1. 1 2 3 4  Гонщик показав однаковий час в обох гонках.